# Stan.kz
Stan.kz — авторитетное казахстанское интернет-издание на казахском языке. Штаб-квартира агентства находится в г. Алматы.

## Описание сайта
Stan.kz является крупнейшим новостным порталом на государственном языке в Казахстане. Ресурс был основан 11 ноября 2015 года.
На портале около 15 разделов различной тематики (Политика и финансы, В мире, Полезные советы, Казахский язык без ошибок и т.д).
В качестве своих целей редакция издания заявляет своевременное обеспечение информацией для казахоязычной аудитории, объединение граждан, говорящих на казахском языке и построение онлайн-ресурса с качественным и полезным контентом. 
Согласно данным Google Analytics посещаемость ресурса в месяц составляет свыше 13 000 000 просмотров страниц, а также более 2 200 000 уникальных пользователей.

## Собственники и руководство
Ресурс принадлежит компании ТОО "Галам Медиа". Единственным учредителем и генеральным директором ТОО "Галам медиа" является Блинова Дина Валерьевна (о Stan.kz).
Руководство компании:
- Генеральный директор — Дина Блинова
- Директор по развитию - Чингис Мадибек (каз. Шыңғыс Аятулы Мәдібек) [2]
- Главный редактор - Назерке Муса

## Оценки и признание
Новостной ресурс был неоднократно удостоен и номинирован на различные премии:
- номинант национальной премии «URKER-2023» (Лучший новостной портал)  ;
- номинант международной премии в области СМИ «Newsky Award-2023» («Лучший материал о межконфессиональном согласии и межкультурных отношениях»)
- лауреат премии Сената Парламента Республики Казахстан «Парасат-2022» («Лучшая публикация в интернет-издании»)   ;
- лауреат республиканского творческого конкурса в сфере этножурналистики «Шаңырақ-2022» Ассамблеи народа Казахстана ;